# Copa del Presidente de la República 1935
Die Copa del Presidente de la República 1935 (auch: Copa de España de Fútbol 1935) war die 33. Austragung des spanischen Fußballpokalwettbewerbes, der heute unter dem Namen Copa del Rey stattfindet. Der Wettbewerb startete am 10. März und endete mit dem Finale am 30. Juni 1935 im Estadio Chamartín (Madrid). Titelverteidiger des Pokalwettbewerbs war der Madrid FC. Den Titel gewann der FC Sevilla durch einen 2:0-Erfolg im Finale gegen CE Sabadell.

## Erste Runde
Die Hinspiele wurden am 10. März, die Rückspiele am 17. März 1935 ausgetragen.
|            | Gesamt |                     | Hinspiel | Rückspiel |
| ---------- | ------ | ------------------- | -------- | --------- |
| Santoña CF | 2:1    | SD Arenas Saragossa | 1:1      | 1:0       |
| CD Roca    | 1:3    | CD Indarra          | 1:2      | 0:1       |
| Nules FC   | 4:7    | Cartagena FC        | 3:1      | 1:6       |

Freilose: Jerez FC

## Zweite Runde
Die Hinspiele wurden am 24. März, die Rückspiele am 31. März 1935 ausgetragen.
|              | Gesamt |                  | Hinspiel | Rückspiel |
| ------------ | ------ | ---------------- | -------- | --------- |
| US Vigo      | 3:2    | Racing Langreano | 0:2      | 3:0       |
| Santoña CF   | 3:7    | AD Ferroviaria   | 3:2      | 0:5       |
| CD Indarra   | 1:3    | CD Getxo         | 0:0      | 1:3       |
| Cartagena FC | 4:6    | Jerez FC         | 3:1      | 1:5       |

## Dritte Runde
Die Hinspiele wurden am 7. April, die Rückspiele am 14. April 1935 ausgetragen.
|                     | Gesamt |                  | Hinspiel | Rückspiel |
| ------------------- | ------ | ---------------- | -------- | --------- |
| CD Júpiter          | 5:3    | CD Getxo         | 4:0      | 1:3       |
| SC La Plana         | 1:7    | CD Granollers    | 0:4      | 1:3       |
| Recreativo Granada  | 2:2    | Jerez FC         | 1:1      | 1:1       |
| AD Ferroviaria      | 1      | Racing de Ferrol |          |           |
| Deportivo La Coruña | 21:2 2 | US Vigo          | 1:0      | 0:2       |

### Entscheidungsspiele
Das Spiel wurde am 16. April in Sevilla ausgetragen.
|                    | Ergebnis |          |
| ------------------ | -------- | -------- |
| Recreativo Granada | 1:4      | Jerez FC |

## Vierte Runde
Die Hinspiele wurden am 21. April, die Rückspiele am 28. April 1935 ausgetragen.
|                | Gesamt |                     | Hinspiel | Rückspiel |
| -------------- | ------ | ------------------- | -------- | --------- |
| Ceuta Sport    | 3:2    | RC Victoria         | 2:0      | 1:2       |
| AD Ferroviaria | 9:4    | Deportivo La Coruña | 5:1      | 4:3       |
| Jerez FC       | 1:2    | CD Júpiter          | 1:1      | 0:1       |
| CD Constancia  | 3:5    | CD Granollers       | 2:2      | 1:3       |

## Fünfte Runde
Die Hinspiele wurden am 1. Mai, die Rückspiele am 5. Mai 1935 ausgetragen. Bei drei Begegnungen wurde lediglich ein Spiel zur Ermittlung des Siegers ausgetragen.
|                 | Gesamt |                      | Hinspiel | Rückspiel |
| --------------- | ------ | -------------------- | -------- | --------- |
| SC Avilesino    | 2:5    | Sporting Gijón       | 0:3      | 1:2       |
| AD Ferroviaria  | 1:9    | Valladolid Deportivo | 0:5      | 1:4       |
| Athletic Madrid | 3:2    | CD Nacional Madrid   | 3:2      |           |
| FC Barakaldo    | 5:6    | Arenas Club          | 3:2      | 2:4       |
| Unión Club      | 2:2    | Donostia FC          | 2:0      | 0:2       |
| Saragossa FC    | 5:0    | CD Júpiter           | 2:0      | 3:0       |
| CD Granollers   | 2:7    | Espanyol Barcelona   | 2:4      | 0:3       |
| FC Girona       | 2:7    | FC Badalona          | 0:1      | 2:6       |
| Gimnástico FC   | 05:14  | FC Valencia          | 2:5      | 3:9       |
| Murcia FC       | 2:4    | Hércules Alicante    | 2:3      | 0:1       |
| FC Elche        | 5:0    | CD Malacitano        | 5:0      |           |
| Betis Sevilla   | 6:0    | Ceuta Sport          | 6:0      |           |

### Entscheidungsspiele
Das Spiel wurde am 7. Mai in Bilbao ausgetragen.
|            | Ergebnis |             |
| ---------- | -------- | ----------- |
| Unión Club | 3:0      | Donostia FC |

## Sechste Runde
Die Hinspiele wurden am 9. Mai, die Rückspiele am 12. Mai 1935 ausgetragen. Bei drei Begegnungen wurde lediglich ein Spiel zur Ermittlung des Siegers ausgetragen.
|                | Gesamt |                      | Hinspiel | Rückspiel |
| -------------- | ------ | -------------------- | -------- | --------- |
| Sporting Gijón | 2:1    | Valladolid Deportivo | 2:1      |           |
| Arenas Club    | 1:6    | Athletic Madrid      | 0:3      | 1:3       |
| Saragossa FC   | 4:1    | Unión Club           | 2:0      | 2:1       |
| FC Badalona    | 5:2    | Espanyol Barcelona   | 5:2      |           |
| FC Valencia    | 4:3    | Hércules Alicante    | 3:1      | 1:2       |
| Betis Sevilla  | 5:0    | FC Elche             | 5:0      |           |

## Achtelfinale
Die Hinspiele wurden am 19. Mai, die Rückspiele am 26. Mai 1935 ausgetragen.
|                 | Gesamt |                  | Hinspiel | Rückspiel |
| --------------- | ------ | ---------------- | -------- | --------- |
| Athletic Bilbao | 2:5    | Betis Sevilla    | 1:2      | 1:3       |
| Celta Vigo      | 4:8    | CE Sabadell      | 4:3      | 0:5       |
| FC Levante      | 5:2    | FC Valencia      | 4:1      | 1:1       |
| Sporting Gijón  | 3:7    | FC Barcelona     | 1:2      | 2:5       |
| Athletic Madrid | 5:5    | Racing Santander | 4:3      | 1:2       |
| FC Sevilla      | 1:0    | Madrid FC        | 1:0      | 0:0       |
| Saragossa FC    | 2:1    | Oviedo FC        | 2:0      | 0:1       |
| FC Badalona     | 6:8    | CA Osasuna       | 4:3      | 2:5       |

### Entscheidungsspiele
Das Spiel wurde am 28. Mai in Madrid ausgetragen.
|                 | Ergebnis |                  |
| --------------- | -------- | ---------------- |
| Athletic Madrid | 2:1      | Racing Santander |

## Viertelfinale
Die Hinspiele wurden am 2. Juni, die Rückspiele am 9. Juni 1935 ausgetragen.
|                 | Gesamt |             | Hinspiel | Rückspiel |
| --------------- | ------ | ----------- | -------- | --------- |
| Betis Sevilla   | 1:3    | CE Sabadell | 1:1      | 0:2       |
| FC Barcelona    | 3:3    | FC Levante  | 2:2      | 1:1       |
| Athletic Madrid | 4:5    | FC Sevilla  | 2:2      | 2:3       |
| Saragossa FC    | 2:7    | CA Osasuna  | 1:3      | 1:4       |

### Entscheidungsspiele
Das Spiel wurde am 11. Juni in Saragossa ausgetragen.
|              | Ergebnis |            |
| ------------ | -------- | ---------- |
| FC Barcelona | 0:3      | FC Levante |

## Halbfinale
Die Hinspiele wurden am 16. Juni, die Rückspiele am 23. Juni 1935 ausgetragen.
|            | Gesamt |             | Hinspiel | Rückspiel |
| ---------- | ------ | ----------- | -------- | --------- |
| FC Levante | 1:4    | CE Sabadell | 1:2      | 0:2       |
| FC Sevilla | 5:1    | CA Osasuna  | 4:1      | 1:0       |

## Finale
| FC Sevilla                                  | FC Sevilla | CE Sabadell | CE Sabadell |
| ------------------------------------------- | --- | --- | ----------- |
| FC Sevilla                                  | \| 30. Juni 1935 in Madrid (Estadio Chamartín) \| \| Ergebnis: 3:0 (1:0) \| \| Zuschauer: 15.000 \| \| Schiedsrichter: Pedro Escartín \|                                                                                | \| 30. Juni 1935 in Madrid (Estadio Chamartín) \| \| Ergebnis: 3:0 (1:0) \| \| Zuschauer: 15.000 \| \| Schiedsrichter: Pedro Escartín \|                                              | CE Sabadell |
| FC Sevilla                                  | Guillermo Eizaguirre – Pedro Aurrecoechea, Esteban Arrizabalo – Manuel Alcázar, Antonio Segura, Federico Saiz – Pepe López, Miguel Torrontegui, Campanal, Félix de los Heros, Adolfo Bracero Cheftrainer: Ramón Encinas | Juan Massip – José Morral, Salvador Blanch – José Argemí, Valentín Font, Vicente Gracia – Antonio Sangüesa, Ángel Calvet , Miguel Gual, José Barceló, Parera I Cheftrainer: Juan Tena | CE Sabadell |
| FC Sevilla                                  | 1:0 Campanal (36.) 2:0 Campanal (78.) 3:0 Adolfo Bracero (89.) | | CE Sabadell |
| 30. Juni 1935 in Madrid (Estadio Chamartín) | | |             |
| Ergebnis: 3:0 (1:0)                         | | |             |
| Zuschauer: 15.000                           | | |             |
| Schiedsrichter: Pedro Escartín              | | |             |